# DP Leonis b
DP Leonis b es un planeta extrasolar que orbita la estrella DP Leonis, localizado aproximadamente a 1304 años luz, en la constelación de Leo.Este planeta tiene al menos un 6,28 veces la masa de Júpiter y tarda 23,8 años en completar su periodo orbital, con un semieje mayor de 8,6 UA. Este planeta orbita dos estrellas, una enana blanca y una enana roja. Fue descubierto el 16 de diciembre de 2009.